# Documentos nacionales de identidad en el Espacio Económico Europeo
Las tarjetas de identidad nacionales son emitidas a sus ciudadanos por los gobiernos de la mayoría de los Estados miembros del Espacio Económico Europeo (EEE), las excepciones son Dinamarca y Irlanda. Sin embargo, Irlanda emite una tarjeta de pasaporte que es un documento válido en el EEE y Suiza. Dinamarca emite tarjetas de identidad más simples que no son válidas como documentos de viaje. A partir del 2 de agosto de 2021, las nuevas tarjetas de identidad están armonizadas como un modelo de tarjeta de identidad común que reemplazó a los diversos formatos ya en uso. Hay aproximadamente 200 millones de tarjetas de identidad nacionales en uso en la UE/EEE, incluyendo 53 millones de las nuevas tarjetas estándar de la UE. Son obligatorias en 15 países del EEE/EFTA, voluntarias en 11 países y en 5 países son semiobligatorias (se requiere algún tipo de identificación). Cuando la tarjeta es obligatoria, en algunos países miembros se requiere llevarla en todo momento, mientras que en otros países la mera posesión de la tarjeta es suficiente.
Los ciudadanos que poseen una tarjeta de identidad nacional, que indica la ciudadanía de un estado miembro del EEE o Suiza, pueden usarla como un documento de identidad dentro de su país de origen y como un documento de viaje para ejercer el derecho de libre circulación en el EEE y Suiza. Sin embargo, las tarjetas de identidad que no indican la ciudadanía de un estado miembro del EEE o Suiza, incluidas las tarjetas de identidad nacional emitidas a residentes que no son ciudadanos, no son válidas como documentos de viaje dentro del EEE y Suiza.

## Uso

### Documento de viaje

Estado de la UE, tarjeta de identidad nacional emitida
Miembro del EFTA, tarjeta de identidad nacional emitida
Estado de la UE, tarjeta de pasaporte emitida (Irlanda)
Estado de la UE, sin tarjeta de identidad nacional emitida (Dinamarca)
Acepta tarjetas de identidad nacionales de la UE/EFTA
Acepta algunas tarjetas de identidad nacionales de la UE/EFTA (o bajo ciertas condiciones)

Como alternativa a presentar un pasaporte, los ciudadanos del EEE y Suiza tienen derecho a utilizar una tarjeta de identidad nacional válida como un documento de viaje independiente para ejercer su derecho de libre circulación en el Espacio Económico Europeo y Suiza. La posesión de una tarjeta de identidad nacional en la mayoría de los países de la UE y Suiza es mucho más común que la posesión de pasaportes.
Cuando viajan dentro de la Unión Nórdica de Pasaportes, los ciudadanos nórdicos no están legalmente obligados a presentar documentación de identidad. Cuando viajan dentro del Área de Viaje Común, a menudo es suficiente presentar otra documentación de identidad válida (como una Licencia de conducir) para los ciudadanos irlandeses y británicos.
En la actualidad, Dinamarca es el único estado que no emite tarjetas de identidad que sean válidas como documentos de viaje en los Estados miembros del EEE y Suiza. Estrictamente hablando, no es necesario que un ciudadano del EEE o suizo posea una tarjeta de identidad nacional o un pasaporte válido para ingresar al EEE y a Suiza. En teoría, si un ciudadano del EEE o suizo puede demostrar su nacionalidad de cualquier otra manera (por ejemplo, presentando una tarjeta de identidad nacional o un pasaporte caducado, o un certificado de ciudadanía), se le debe permitir ingresar al EEE y a Suiza. Un ciudadano del EEE o suizo que no pueda demostrar su nacionalidad satisfactoriamente, no obstante, debe tener "toda oportunidad razonable" de obtener los documentos necesarios o de que se los entreguen en un período de tiempo razonable
Además, los ciudadanos del EEE y Suiza pueden ingresar a los siguientes países y territorios fuera del EEE y Suiza únicamente con base en sus tarjetas de identidad nacional, sin necesidad de presentar un pasaporte a las autoridades fronterizas:
| - Acrotiri y Dhekelia (territorio británico de ultramar) - Albania - Andorra - Bosnia y Herzegovina - Islas Feroe (Reino de Dinamarca) - Territorios de ultramar franceses - Georgia (excl. Abjasia/Osetia del Sur) - Gibraltar (territorio británico de ultramar) - Kosovo - Moldavia - Mónaco - Montenegro - Montserrat (territorio británico de ultramar) - Chipre del Norte (de facto) - Macedonia del Norte - San Marino - Serbia - Transnistria (de facto) - Ciudad del Vaticano |

Turquía permite a los ciudadanos de Bélgica, Bulgaria, Francia, Alemania, Grecia, Hungría, Italia, Liechtenstein, Luxemburgo, Malta, Países Bajos, Polonia, Portugal, España y Suiza. Egipto permite a los ciudadanos de Bélgica, Francia, Alemania, Italia y Portugal ingresar utilizando una tarjeta de identidad nacional para visitas de corta duración. Túnez permite a los ciudadanos de la Unión Europea (excepto Chipre) y Suiza ingresar utilizando una tarjeta de identidad nacional si viajan en un tour organizado. Anguila, Dominica, Santa Lucía, Guernsey y Jersey permiten a los ciudadanos de Francia ingresar utilizando una tarjeta de identificación nacional, mientras que Dominica de facto también permite a los ciudadanos de (al menos) Alemania y Suecia ingresar con una tarjeta de identidad nacional (a partir de marzo de 2016).[cita requerida] Gambia permite a los ciudadanos de Bélgica ingresar utilizando una tarjeta de identificación nacional. El Reino Unido y las Dependencias de la Corona permiten a los ciudadanos de la UE, EEE y Suiza utilizar tarjetas de identidad nacionales si son parte de un grupo de niños de una escuela en Francia o si cumplen con requisitos específicos establecidos después del Brexit (aunque para ingresar en la frontera terrestre Irlanda-Irlanda del Norte, no se aplican requisitos de documentos específicos). Groenlandia permite a los ciudadanos nórdicos utilizar cualquier documento de identificación que contenga una foto, mientras que los ciudadanos del resto de la UE/EFTA deben llevar un pasaporte.
La ley nacional sueca no reconocía la tarjeta como un documento de viaje válido fuera del Espacio Schengen, en violación directa de la ley europea, hasta julio de 2015, cuando se permitió viajar a países no pertenecientes al Espacio Schengen en la UE (pero no fuera de él, incluso si el país de destino acepta la tarjeta de identidad). De manera similar, los ciudadanos finlandeses no pueden salir de Finlandia directamente hacia un país no perteneciente a la UE/EFTA solo con sus tarjetas de identidad.

#### Controles adicionales para algunos ciudadanos
En los puntos de cruce de fronteras externas del Espacio Schengen, si un viajero presenta un documento de viaje sin una zona legible por máquina y el guardia fronterizo tiene 'dudas sobre su identidad', se puede solicitar al viajero que se someta a un control de 'segunda línea' más profundo. En la práctica, esto significa que los ciudadanos griegos que presentan una tarjeta de identidad griega en formato antiguo y los ciudadanos italianos que presentan una tarjeta de identidad italiana en papel podrían estar sujetos a controles adicionales y demoras al entrar/salir del Espacio Schengen.
A partir del 7 de abril de 2017, es obligatorio para los guardias fronterizos en el Área Schengen verificar de manera sistemática los documentos de viaje de todos los ciudadanos de la EEE y suizos que crucen las fronteras externas contra las bases de datos relevantes. Hasta el 7 de abril de 2017, los guardias fronterizos en el Área Schengen solo estaban obligados a realizar un control visual 'rápido' y 'sencillo' en busca de signos de falsificación y manipulación, y no estaban obligados a utilizar dispositivos técnicos, como escáneres de documentos, luz UV y lupas, cuando los ciudadanos de la EEE y suizos presentaban sus pasaportes o tarjetas de identidad nacionales en los puntos de control de las fronteras exteriores. No estaban legalmente obligados a verificar los pasaportes/tarjetas de identidad nacionales de los ciudadanos de la EEE y suizos contra una base de datos de documentos de viaje perdidos/robados/anulados (y, si lo hacían, solo podían realizar una verificación de base de datos 'rápida' y 'sencilla', y solo podían verificar si el viajero estaba en una base de datos que contenía personas de interés de manera estrictamente 'no sistemática' donde la amenaza fuera 'genuina', 'presente' y 'suficientemente seria').
Según las estadísticas publicadas por Frontex, en 2015 los 6 principales Estados miembros de la UE cuyas tarjetas de identidad nacionales fueron falsificadas y detectadas en los puntos de cruce de fronteras externas del Área Schengen fueron Italia, España, Bélgica, Grecia, Francia y Rumania. Estos países se mantuvieron como los 6 principales en 2016.

### Documento de identificación
Uso en el propio país

Requisitos de documentación de identidad para ciudadanos
Se requiere tarjeta de identidad nacional
Se requiere algún tipo de documentación de identidad
Documentación de identidad opcional

Existen reglas variables sobre el uso doméstico de los documentos de identidad. Algunos países exigen el uso de la tarjeta de identidad nacional o un pasaporte. Otros países permiten el uso de otros documentos como las licencias de conducir.
En algunos países, como Austria, Finlandia, Suecia e Islandia, las tarjetas de identidad nacional son completamente voluntarias y no son necesarias para todos, ya que se aceptan documentos de identidad como las licencias de conducir a nivel doméstico. En estos países, solo una minoría tiene una tarjeta de identidad nacional, ya que la mayoría tiene un pasaporte y una licencia de conducir y no necesita más documentos de identidad. Esto también es cierto para Irlanda, donde aquellos que tienen un pasaporte y una licencia de conducir tienen menos necesidad de la tarjeta de pasaporte. La tarjeta de pasaporte se puede utilizar para viajar a 31 países de la Unión Europea, el Espacio Económico Europeo, incluida Suiza.
Sin embargo, incluso en aquellos países del EEE que imponen un requisito de tarjeta de identidad nacional a sus ciudadanos (por encima de cierta edad), generalmente no es necesario llevar las tarjetas de identidad en todo momento.
Uso fuera del propio país
Los ciudadanos de la EEE y Suiza que ejercen su derecho a la libre circulación en otro Estado miembro del EEE o Suiza tienen derecho a utilizar su tarjeta de identidad nacional como documento de identificación no solo ante las autoridades gubernamentales, sino también ante los proveedores de servicios del sector privado. Por ejemplo, cuando un supermercado en los Países Bajos se niega a aceptar una tarjeta de identidad nacional alemana como prueba de edad cuando un ciudadano alemán intenta comprar un producto restringido por edad e insiste en la presentación de un pasaporte emitido por los Países Bajos o una licencia de conducir u otro documento de identidad, el supermercado estaría, en efecto, discriminando a esta persona por su nacionalidad en la prestación de un servicio, contraviniendo así la prohibición en Art 20(2) de la Directiva 2006/123/CE de trato discriminatorio relacionado con la nacionalidad de un destinatario de servicios en las condiciones de acceso a un servicio que están disponibles para el público en general por un proveedor de servicios. En aquellos países del EEE cuyos ciudadanos están obligados por ley a obtener una tarjeta de identidad nacional, solo una minoría tiene un pasaporte, ya que no es necesario para viajar por gran parte de Europa.
Uso en terceros países
Las tarjetas de identidad nacionales a menudo son aceptadas en otras partes del mundo con fines de identificación no oficiales (como verificación de edad en establecimientos comerciales que sirven o venden alcohol, o registro en hoteles) y a veces con fines oficiales como prueba de identidad y nacionalidad ante las autoridades (especialmente las tarjetas legibles por máquina).
A partir del 1 de julio de 2021, los pasaportes y tarjetas de identidad de la EEE (excepto los irlandeses) ya no son aceptados para demostrar el derecho a alquilar en el Reino Unido, por lo que se requiere que los ciudadanos de la EEE proporcionen evidencia de su estatus migratorio legal.

### Tarjetas de identidad electrónicas (eID)
Un total de 17 países de la UE emiten eIDs en sus tarjetas de identidad nacionales, siendo algunas obligatorias y otras bajo solicitud de sus usuarios. 14 países de la UE emiten tarjetas de identidad nacionales con una función de identidad electrónica (eID) a través de un chip EMV (contacto). Algunos países de la UE tienen una integración RFID/NFC que permite las mismas funciones de eID de forma inalámbrica, sin un chip EMV, como Bélgica, Alemania, Italia y los Países Bajos. La regulación dicta que las funciones de eID deben ser lógica o físicamente separadas de la función biométrica ICAO del pasaporte.
Se pueden utilizar aplicaciones de firma digital que, al activarse, permiten al titular autenticar la tarjeta usando su PIN confidencial. En consecuencia, pueden autenticar documentos para satisfacer a cualquier tercero de que el documento no ha sido alterado después de ser firmado digitalmente, así como para identificar al titular de la tarjeta de identidad. Esta aplicación utiliza un certificado registrado junto con pares de claves pública/privada, por lo que estas tarjetas mejoradas no necesariamente tienen que participar en transacciones en línea. Esto se puede lograr utilizando un lector de tarjetas inteligentes EMV emparejado con un ordenador, o por NFC (por teléfono móvil o PC) para las variantes sin contacto.

## Diseño común y características de seguridad

### Normas de la Unión Europea desde 2006
El 13 de julio de 2005, el Consejo de Justicia y Asuntos de Interior instó a todos los Estados miembros de la Unión Europea a adoptar diseños comunes y características de seguridad para las tarjetas de identidad nacionales para diciembre de 2005, con estándares detallados que se establecerían lo antes posible después de eso.
El 4 de diciembre de 2006, todos los Estados miembros de la Unión Europea acordaron adoptar los siguientes diseños comunes y estándares mínimos de seguridad para las tarjetas de identidad nacionales que estaban en el proyecto de resolución del 15 de noviembre de 2006:

#### Material
La tarjeta puede estar hecha con un núcleo de papel laminado en ambos lados o hecha completamente de un sustrato sintético.

#### Datos biográficos
Los datos en la tarjeta deben contener al menos: nombre, fecha de nacimiento, nacionalidad, una foto, firma, número de tarjeta y fecha de validez. Algunas tarjetas contienen más información como altura, color de ojos, fecha de inicio de validez, sexo, lugar de emisión o provincia y lugar de nacimiento.

#### Datos legibles por máquina
Los datos biográficos en la tarjeta deben ser legibles por máquina y seguir la especificación de la Organización de Aviación Civil Internacional para documentos de viaje legibles por máquina.
El Reglamento de la UE que revisa el Código de Fronteras Schengen (que entró en vigor el 7 de abril de 2017 e introdujo controles sistemáticos de los documentos de viaje de los ciudadanos de la UE, EEE y suizos contra bases de datos relevantes al entrar y salir del Área Schengen) establece que todos los Estados miembros deben eliminar gradualmente los documentos de viaje (incluidas las tarjetas de identidad nacionales) que no sean legibles por máquina.

#### Tarjetas de identidad biométricas de la OACI
Todas las tarjetas de identidad electrónicas del EEE deben cumplir con el estándar ISO/IEC 14443. Esto significa efectivamente que todas estas tarjetas deben implementar un acoplamiento electromagnético entre la tarjeta y el lector de tarjetas y, si se siguen las especificaciones, solo pueden leerse desde proximidades de menos de 0,1 metros.
No son lo mismo que las etiquetas RFID que a menudo se ven en tiendas y adjuntas al ganado. Tampoco funcionarán a las distancias relativamente grandes que se ven típicamente en las cabinas de peaje de los Estados Unidos o en los canales automáticos de cruce de fronteras.
Las mismas especificaciones de la OACI adoptadas por casi todos los pasaportes europeos (Control de acceso básico - BAC) significa que los delincuentes no deberían poder leer estas tarjetas a menos que también tengan acceso físico a la tarjeta. Las claves de autenticación BAC se derivan de las tres líneas de datos impresos en la MRC en el anverso de cada tarjeta de identidad en formato TD1 que comienza con "A", "C" o "I".
Según el estándar ISO 14443, la comunicación inalámbrica con el lector de tarjetas no puede comenzar hasta que el chip de la tarjeta de identidad haya transmitido un identificador único. Teóricamente, un atacante ingenioso que haya logrado ocultar múltiples dispositivos de lectura en una matriz distribuida (por ejemplo, en el mobiliario de la sala de llegadas) podría distinguir a los portadores de MROTDs sin tener acceso a los archivos de chip relevantes. En conjunto con otra información, este atacante podría entonces ser capaz de producir perfiles específicos para una tarjeta particular y, consecuentemente, su portador. La defensa es una tarea trivial cuando la mayoría de las tarjetas electrónicas generan UIDs nuevos y aleatorizados durante cada sesión [NH08] para preservar un nivel de privacidad más comparable con las tarjetas de contacto que con las etiquetas RFID comerciales.

### Nuevos estándares de la Unión Europea a partir de 2019
Un nuevo formato común de documento de identidad electrónico está destinado a reemplazar y armonizar los diversos modelos de tarjetas de identidad actualmente en uso en toda la Unión Europea (UE) y el Espacio Económico Europeo (EEE). De acuerdo con sus propias leyes, cualquier Estado miembro de la Unión deberá expedir una tarjeta de identidad que cumpla con los requisitos del Reglamento (UE) 2019/1157 del Parlamento Europeo y del Consejo de 20 de junio de 2019 sobre el fortalecimiento de la seguridad de las tarjetas de identidad de los ciudadanos de la Unión y de los documentos de residencia expedidos a los ciudadanos de la Unión y a sus familiares que ejercen su derecho de libre circulación, y los artículos 3/4/5 establecen que:
- Las tarjetas de identidad se producirán en formato ID-1 y contendrán una zona legible por máquina (MRZ).
- Los estándares de seguridad se basarán en el documento ICAO Documento 9303.
- El documento llevará el título 'Tarjeta de identidad' en el idioma oficial y al menos en otro idioma oficial de las instituciones de la Unión.
- Deberá contener el código de dos letras del país del Estado miembro que expida la tarjeta, impreso en negativo en un rectángulo azul y rodeado por 12 estrellas amarillas (Bandera de la UE) en el lado delantero. (El requisito de la bandera de la UE no se aplica en Noruega, Islandia y Liechtenstein)[73]
- Incluirá un medio de almacenamiento altamente seguro que contendrá una imagen facial del titular de la tarjeta y dos huellas dactilares en formatos digitales interoperables. El medio de almacenamiento tendrá capacidad y capacidad suficientes para garantizar la integridad, la autenticidad y la confidencialidad de los datos. Los datos almacenados serán accesibles en forma sin contacto y estarán protegidos según lo establecido en la Decisión de Ejecución (Unión Europea) C(2018) 7767.[74]
- Las tarjetas de identidad tendrán un período de validez mínimo de 5 años y un período de validez máximo de 10 años. Pero los Estados miembros pueden establecer un período de validez de menos de 5 años para menores y más de 10 años para personas de 70 años o más.
- Las tarjetas de identidad que no cumplan con los nuevos requisitos dejarán de ser válidas a su vencimiento o antes del 3 de agosto de 2031.
- Las tarjetas de identidad que no cumplan con los estándares mínimos de seguridad o que no incluyan una zona legible por máquina funcional dejarán de ser válidas a su vencimiento o antes del 3 de agosto de 2026.
- Las tarjetas de identidad de personas de 70 años o más el 2 de agosto de 2021, que cumplan con los estándares mínimos de seguridad y que tengan una zona legible por máquina funcional dejarán de ser válidas a su vencimiento.

El artículo 16 establece que este Reglamento se aplicará a partir del 2 de agosto de 2021..

Ejemeplos de los nuevos estándares de diseño
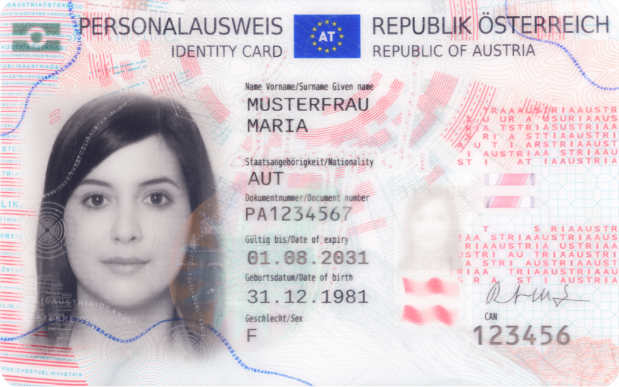
Tarjeta de identidad austriaca
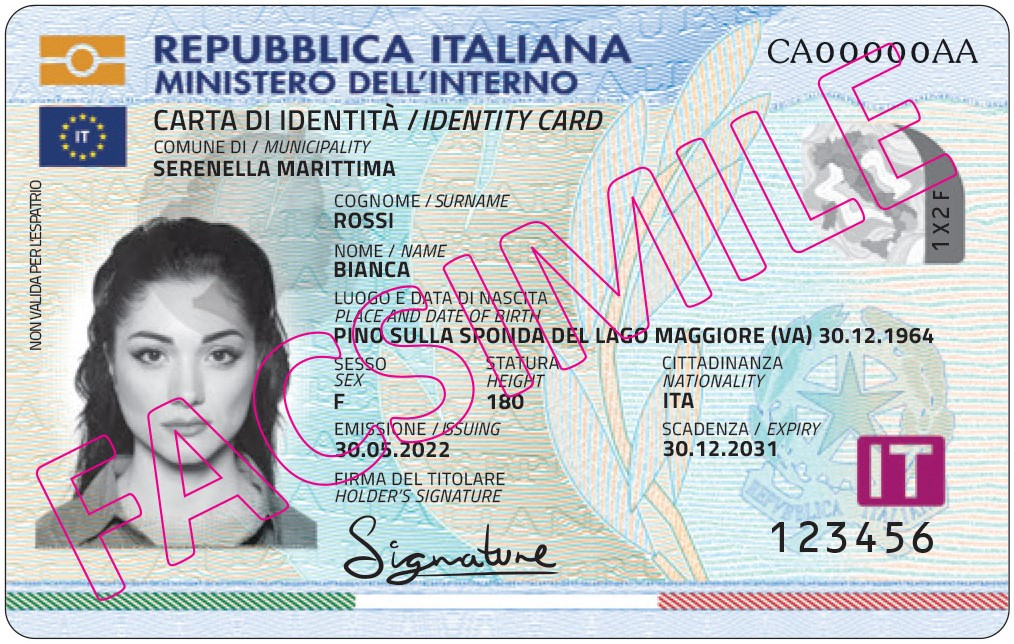
Tarjeta de identidad italiana
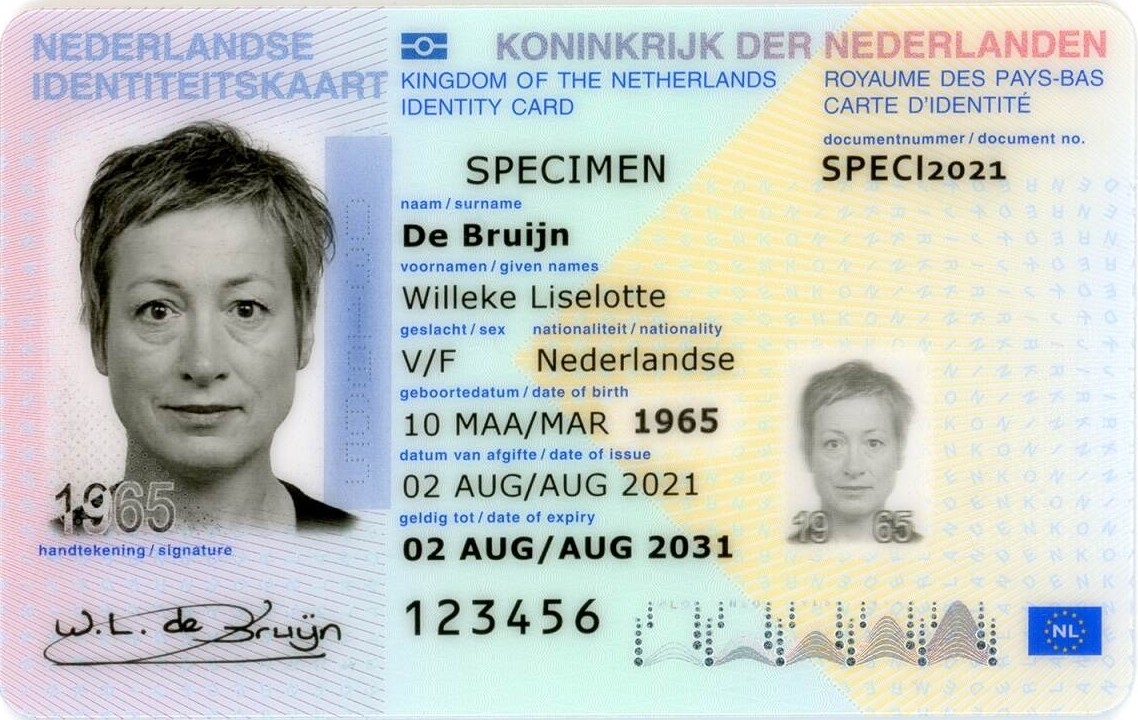
Tarjeta de identidad holandesa
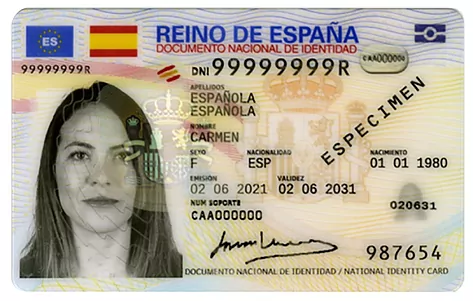
Tarjeta de identidad española

Para varios países miembros, los nuevos requisitos no significan que el diseño o las características de las tarjetas existentes cambien mucho, ya que en su mayoría cumplen los requisitos ya. Para algunos, esto significa un rediseño importante. Un cambio visible para todos los países es el código del país dentro de la bandera de la UE.
Las tarjetas de identidad que no cumplan con los nuevos requisitos dejarán de ser válidas a su vencimiento o antes del 3 de agosto de 2031, lo que ocurra primero. Las tarjetas de identidad que no cumplan con los estándares mínimos de seguridad o que no incluyan una zona legible por máquina funcional dejarán de ser válidas antes del 3 de agosto de 2026. Las tarjetas de identidad de personas de 70 años o más el 2 de agosto de 2021 que cumplan con los estándares mínimos de seguridad y que tengan una zona legible por máquina funcional dejarán de ser válidas a su vencimiento. En 2019, la UE estimó que alrededor de 80 millones de tarjetas de identidad en circulación no eran legibles por máquina y, por lo tanto, expirarán en 2026.
Además, el nuevo Reglamento de la UE no puede aplicarse a documentos de viaje como la tarjeta de pasaporte expedida por Irlanda, como se indica en el punto (14) del capítulo de introducción.
La implementación en todos los Estados miembros está en curso con diversos calendarios según el país. Chipre comenzó a expedir tarjetas de identidad que cumplen con los requisitos armonizados tan pronto como en agosto de 2020, convirtiéndose en el primer país en implementar el nuevo estándar, seguido por Malta el mismo mes.

### Tarjetas de identidad no conformes
En julio de 2023, la Comisión Europea decidió iniciar un procedimiento de infracción contra Bulgaria, Grecia y Portugal ya que no habían actualizado sus tarjetas de identidad a los estándares de la UE. Grecia ha lanzado desde entonces su tarjeta de identidad actualizada, que apareció en septiembre de 2023.
Por lo tanto, a partir de marzo de 2024, solo las tarjetas de identidad de Bulgaria y Portugal siguen sin cumplir con los estándares de la UE. Tanto Bulgaria como Portugal han anunciado que se lanzarán nuevas tarjetas de identidad.
Las tarjetas de identidad danesas son emitidas por municipios, cada uno con su propio diseño, y no son aceptadas como documentos de viaje válidos fuera de Dinamarca. Se lanzaron en 2017, reemplazando a las anteriores 'Tarjetas Juveniles'. Desde 2018, se ha incluido información sobre la nacionalidad del titular de la tarjeta, lo que permitió brevemente que la tarjeta se utilizara para viajar a Suecia. Sin embargo, en septiembre de 2019, las autoridades suecas prohibieron explícitamente el uso de las tarjetas de identidad municipales danesas para ingresar al país. En 2021, el Ministerio del Interior danés llegó a la conclusión de que las tarjetas de identidad más seguras no estaban en la agenda debido a los costos prohibitivos.

#### Tarjetas emitidas por estados del EEE
Noruega, Islandia y Liechtenstein quedaron vinculados por el Reglamento 2019/1157 en febrero de 2024 con algunas enmiendas, incluida la falta de un requisito de una bandera de la UE. Sin embargo, las tarjetas de identidad noruegas ya cumplían con el reglamento desde julio de 2021. Liechtenstein comenzó a expedir tarjetas de identidad biométricas estándar de la UE en enero de 2024. Del mismo modo, Islandia ha adoptado una nueva ley sobre las tarjetas de identidad islandesas y las nuevas tarjetas de estándar de la UE comenzaron a ser expedidas en marzo de 2024, siendo las primeras en el mundo en utilizar el nuevo formato adicional ICAO 9303 con una imagen de retrato rotada.

## Resumen de las tarjetas de identidad nacionales
Los Estados miembros emiten una variedad de tarjetas de identidad nacionales con especificaciones técnicas diferentes y según procedimientos de emisión diferentes. En la mayoría de los Estados miembros, las tarjetas pueden ser emitidas en el extranjero a través de los respectivos consulados del país.
| Estado miembro  | Aplicación de eID | Frente | Reverso | Obligatorio/Opcional | Costo | Validez | Autoridad emisora                                                                                    | Última versión                                                                                              |
| --------------- | ----------------- | --- | --- | --- | --- | --- | --- | --- |
| Austria         | NFC               | | | La documentación de identidad es opcional | - €61.50 (solicitantes mayores de 16 años) - €26.30 (niños de 2 a 15 años) - Gratuito (menores de 2 años) | - 10 años (mayores de 12 años) - 5 años (de 2 a 11 años) - 2 años (<2) | | 2 de agosto de 2021                                                                                         |
| Bélgica         | EMV               | | | Tarjeta de identidad nacional obligatoria para ciudadanos belgas mayores de 12 años | - Varía según la ciudad - equivalente a €11 o €17 en moneda local (ciudadanos registrados en el extranjero) | - 6 años (de 12 a 18 años) - 10 años (de 18 a 75 años) - 30 años (>75 años) | Municipio Local                                                                                      | 15 de julio de 2021                                                                                         |
| Bulgaria        | No                | | | Tarjeta de identidad nacional obligatoria para ciudadanos búlgaros mayores de 14 años | - primera tarjeta gratuita (de 14 a 16 años) - €6.5 (de 14 a 18 años) - €9 (de 18 a 58 años) - €5.5 (de 58 a 70 años) - gratuito (mayores de 70 años)                                                          | - Sin caducidad (mayores de 58 años) - 10 años (de 18 a 57 años) - 4 años (de 14 a 17 años) | La policía en nombre del Ministerio del Interior.                                                    | 29 de marzo de 2010                                                                                         |
| Croacia         | EMV NFC           | | | Tarjeta de identidad nacional obligatoria para ciudadanos croatas residentes en Croacia mayores de 18 años                                                                                             | - Primera tarjeta gratuita (de 0 a 18 años) - €13.27 (de 5 a 70 años) - €9.29 (mayores de 70 años) - El precio para una emisión de 10 días es de €25.88, y €66.36 para una emisión de 3 días.                  | - 5 años - 40 años (adultos mayores de 70 años) | La policía en nombre del Ministerio del Interior.                                                    | 2 de agosto de 2021                                                                                         |
| Chipre          | NFC               | | | Tarjeta de identidad nacional obligatoria para ciudadanos chipriotas mayores de 12 años | - €30 (solicitantes mayores de 18 años) - €20 (menores de 18 años) | | | |
| República Checa | EMV               | | | Tarjeta de identidad nacional obligatoria para ciudadanos checos mayores de 15 años con residencia permanente en la República Checa                                                                    | - Gratuito para la primera emisión o renovación de datos - 200 CZK para todas las tarjetas de identificación con un chip electrónico por cualquier motivo                                                      | - 10 años (mayores de 15 años) - 5 años (menores de 15 años) | Municipio en nombre del Ministerio del Interior                                                      | 2 de agosto de 2021                                                                                         |
| Dinamarca       |                   | Sin tarjeta de identidad nacional. Las tarjetas de identidad danesas son emitidas por municipios en lugar de una agencia central y, por lo tanto, no son utilizables como documentación de viaje fuera de los países nórdicos. (Ver Documento de identidad#Dinamarca). | Sin tarjeta de identidad nacional. Las tarjetas de identidad danesas son emitidas por municipios en lugar de una agencia central y, por lo tanto, no son utilizables como documentación de viaje fuera de los países nórdicos. (Ver Documento de identidad#Dinamarca). | La documentación de identidad es opcional (para ciudadanos daneses y nórdicos) | | | | |
| Estonia         | EMV               | | | Tarjeta de identidad nacional obligatoria para todos los ciudadanos estonios mayores de 15 años. | - €25 (solicitantes mayores de 15 años) o €50 (en embajadas) - €7 (menores de 15 años, jubilados, personas con discapacidad) o €10 (en embajadas) - €45 (urgente)                                              | 5 años | Policía y Junta de Guardia de Fronteras                                                              | 23 de agosto de 2021                                                                                        |
| Finlandia       | EMV               | | | La documentación de identidad es opcional | - €49-55 (regular, para todos los ciudadanos) - €33-39 (menores de 18 años, no válido como documento de viaje)                                                                                                 | 5 años | Policía                                                                                              | 2 de agosto de 2021                                                                                         |
| Francia         | EMV NFC           | | | Tarjeta de identidad nacional opcional | - Gratuito - €25 (si no se puede presentar la anterior, por ejemplo, si se perdió o fue robada) | 10 años | Ayuntamientos con un Dispositif de Recueil (en nombre de la prefectura)                              | 15 de marzo de 2021                                                                                         |
| Alemania        | NFC               | | | Tarjeta de identidad nacional opcional; sin embargo, una tarjeta de identidad nacional o pasaporte es obligatoria para los ciudadanos alemanes mayores de 16 años.                                     | - €37,00 (solicitantes mayores de 24 años) - €22,80 (solicitantes menores de 24 años) | - 10 años (mayores de 24 años) - 6 años (menores de 24 años) | Ciudad o localidad de residencia                                                                     | 2 de agosto de 2021                                                                                         |
| Grecia          | NFC               | | | Tarjeta de identidad nacional obligatoria para ciudadanos griegos mayores de 12 años | - €10 para la primera emisión y renovación (o reemisión después de reportada como robada) - €5 para miembros de hogares de familia numerosa - + €9 para reemisión en caso de pérdida o destrucción             | 10 años | Policía                                                                                              | 25 de septiembre de 2023                                                                                    |
| Hungría         | NFC               | | | Tarjeta de identidad nacional opcional; sin embargo, una tarjeta de identidad nacional, pasaporte o licencia de conducir es obligatoria para todos los ciudadanos húngaros                             | - Gratuito | - 60 años (adultos mayores de 65 años) - 6 años (adultos mayores de 18 años) - 3 años (solicitantes de 12 a 18 años) - 3 años a partir del día del próximo cumpleaños, pero solo hasta el día del 12.º cumpleaños (solicitantes menores de 12 años) | Ministerio del Interior                                                                              | 2 de agosto de 2021                                                                                         |
| Islandia        | NFC               | | | La documentación de identidad es opcional (para ciudadanos islandeses y nórdicos) | - 9.200 ISK (18-66) - 4.600 para niños, ancianos y discapacitados - Costo duplicado para solicitud urgente. | - 10 años para adultos - 5 años para niños | Sheriff, en nombre de Registers Iceland                                                              | 5 de marzo de 2024                                                                                          |
| Irlanda         |                   | No hay tarjeta de identidad nacional. Irlanda emite una tarjeta de pasaporte opcional, solo si el solicitante ya tiene un pasaporte válido o lo obtiene en la misma solicitud. (Ver Tarjeta de pasaporte irlandesa).                                                   | No hay tarjeta de identidad nacional. Irlanda emite una tarjeta de pasaporte opcional, solo si el solicitante ya tiene un pasaporte válido o lo obtiene en la misma solicitud. (Ver Tarjeta de pasaporte irlandesa).                                                   | La documentación de identidad es opcional | - €35 (independiente) - €25 (como parte de una solicitud de pasaporte) | - 5 años (o menos, coincidente con el pasaporte) | Departamento de Asuntos Exteriores                                                                   | 14 de octubre de 2021                                                                                       |
| Italia          | NFC               | | | Documento de identidad nacional opcional | - En Italia: €16.79 + tarifas dependiendo del municipio - En el extranjero: €21.95 o €27.11 (si la tarjeta anterior se perdió o fue robada)                                                                    | - 3 años (niños de 0 a 3 años) - 5 años (menores de 3 a 18 años) - 10 años (adultos) Nota: la validez debe expirar siempre en el cumpleaños | Municipio local de residencia en nombre del Ministerio del Interior                                  | 29 de septiembre de 2022                                                                                    |
| Letonia         | EMV NFC           | | | Documento de identidad nacional obligatorio para ciudadanos letones mayores de 15 años. | - €14.23 - €7.11 (ciudadanos menores de 20 años, jubilados) | - 2 años (solicitantes de 0 a 5 años) - 5 años (solicitantes de 5 a 20 años) - 10 años (solicitantes de 20 años o más) | Oficina de Ciudadanía y Asuntos Migratorios                                                          | 12 de octubre de 2021                                                                                       |
| Liechtenstein   | NFC               | | | La documentación de identidad es opcional | - CHF65 (adultos mayores de 18 años) - CHF30 (menores de 18 años) | - 10 años (adultos mayores de 15 años) - 3 años (niños menores de 15 años) | Oficina de Inmigración y Pasaportes, Vaduz                                                           | 3 de enero de 2024                                                                                          |
| Lituania        | EMV NFC           | | | La cédula de identidad nacional es opcional; sin embargo, una cédula de identidad nacional o pasaporte es obligatorio para los ciudadanos lituanos mayores de 16 años.                                 | - €8.6 | - 10 años (adultos mayores de 16 años) - 5 años (niños menores de 16 años) | Departamento de Migración                                                                            | 17 de agosto de 2021                                                                                        |
| Luxemburgo      | NFC               | | | Cédula de identidad nacional obligatoria para ciudadanos luxemburgueses residentes en Luxemburgo mayores de 15 años                                                                                    | - 14€ (personas mayores de 15 años) - 10€ (niños de 4 a 14 años) - 5€ (niños menores de 4 años) | - 10 años (solicitantes mayores de 15 años) - 5 años (niños de 4 a 14 años) - 2 años (niños menores de 4 años) | Ministerio del Interior                                                                              | 2 de agosto de 2021                                                                                         |
| Malta           | NFC               | | | Cédula de identidad nacional obligatoria para ciudadanos malteses mayores de 18 años | - Gratis para la primera emisión o renovación de datos - €22 para renovación si se perdió, fue robada o destruida - €16.50 para renovación si está desfigurada                                                 | - 10 años | - Identity Malta                                                                                     | 28 de septiembre de 2020                                                                                    |
| Países Bajos    | NFC               | | | La cédula de identidad nacional es opcional; sin embargo, la documentación de identidad válida es obligatoria para todas las personas mayores de 14 años.                                              | - €32.91 (solicitantes menores de 17 años) - €64.03 (solicitantes mayores de 18 años) - €74.05 (solicitantes menores de 17 años en el extranjero) - €105.10 (solicitantes mayores de 18 años en el extranjero) | - 5 años (solicitantes menores de 17 años) - 10 años (solicitantes mayores de 18 años, a partir de 2014) | Ayuntamiento en la ciudad de residencia                                                              | 2 de agosto de 2021                                                                                         |
| Noruega         | NFC               | | | La documentación de identidad es opcional | - NOK 750 (adultos y niños mayores de 10 años) - NOK 450 (niños menores de 10 años) | - 5 años (adultos y niños mayores de 10 años) - 3 años (niños de 5 a 9 años) - 2 años (niños de 0 a 4 años) | Servicio de Policía Noruego                                                                          | 29 de julio de 2021                                                                                         |
| Polonia         | NFC               | | | Cédula de identidad nacional obligatoria para ciudadanos polacos residentes en Polonia mayores de 18 años                                                                                              | Gratis | - 10 años (personas mayores de 12 años) - 5 años (menores de 12 años) | municipio local                                                                                      | 8 de noviembre de 2021                                                                                      |
| Portugal        | EMV               | | | Cédula de identidad nacional (llamada "Cartão de Cidadão") obligatoria para ciudadanos portugueses mayores de 6 años                                                                                   | - €15 (€20 entrega en el extranjero) - €30 Urgente (€45 en el extranjero) - Entrega en el mismo día con recogida en el mostrador de IRN en Lisboa: €35                                                         | - 10 años (adultos mayores de 25 años) - 5 años (solicitantes menores de 25 años) | Instituto de Notarios y Registro (IRN)                                                               | 1 de junio de 2009                                                                                          |
| Rumania         | EMV               | | | Cédula de identidad nacional obligatoria para ciudadanos rumanos mayores de 14 años con residencia permanente en Rumania                                                                               | 7 RON | - Sin vencimiento (adultos mayores de 55 años) - 10 años (adultos de 25 a 54 años) - 7 años (adultos de 18 a 24 años) - 4 años (menores de 14 a 17 años)                                                                                            | Ministerio del Interior a través de la Dirección de Registro de Personas y Gestión de Bases de Datos | 2 de agosto de 2021 (Disponible solo en el Condado de Cluj) 1 de enero de 2024 (Disponible en todo el país) |
| Eslovaquia      | EMV NFC           | | | Cédula de identidad nacional obligatoria para ciudadanos eslovacos mayores de 15 años con residencia permanente en Eslovaquia                                                                          | - Gratis (primera tarjeta, renovación después de la expiración) - €16.50 (reposición de tarjeta perdida o robada, gratuita si la tarjeta es robada durante un robo) - €4.50 (reposición por otras razones)     | - 10 años (ciudadanos mayores de 15 años) - 5 años (ciudadanos menores de 15 años) - 2 años (ciudadanos menores de 6 años) | Policía                                                                                              | 1 de diciembre de 2022                                                                                      |
| Eslovenia       | EMV NFC           | | | La cédula de identidad nacional es opcional; sin embargo, una forma de identificación con foto es obligatoria para los ciudadanos eslovenos residentes permanentemente en Eslovenia mayores de 18 años | - €22.27 (niños menores de 3 años) - €24.07 (niños de 3 a 12 años) - €24.93 (niños de 12 a 18 años) - €29.53 (solicitantes mayores de 18 años)                                                                 | - 3 años (ciudadanos menores de 3 años) - 5 años (ciudadanos de 3 a 18 años) - 10 años (ciudadanos de 18 a 70 años) - Sin vencimiento (ciudadanos mayores de 70 años)                                                                               | Unidad Administrativa                                                                                | 28 de marzo de 2022                                                                                         |
| España          | EMV NFC           | | | Cédula de identidad nacional obligatoria para ciudadanos españoles mayores de 14 años | - €12 (primera emisión, vencida, perdida o dañada) - Gratis (cambio de residencia, estado de "familia numerosa")                                                                                               | - Sin vencimiento (adultos mayores de 70 años) - 10 años (adultos de 30 a 70 años) - 5 años (solicitantes menores de 30 años) | Cuerpo Nacional de Policía                                                                           | 2 de agosto de 2021                                                                                         |
| Suecia          | NFC               | | | La documentación de identidad es opcional | SEK 400 | - 5 años (adultos y niños mayores de 12 años) - 3 años (niños menores de 12 años) | Autoridad de Policía Sueca                                                                           | 1 de enero de 2022                                                                                          |
| Suiza           | No                | | | La documentación de identidad es opcional | - CHF 70 (adultos) - CHF 35 (niños) | - 10 años (adultos) - 5 años (niños) | Oficina Federal de Policía a través del cantón / municipio de residencia                             | 3 de marzo de 2023                                                                                          |